# Ana Schnabl
Ana Schnabl (* 1985 in Ljubljana, Jugoslawien) ist eine slowenische Autorin und Journalistin.

## Leben und Wirken
Schnabl studierte Vergleichende Literaturwissenschaft und Philosophie an der Universität Ljubljana. Seit 2016 ist sie ebendort Doktoratsstudentin der Philosophie und arbeitet an einer Dissertation zu feministischem autobiographischen Schreiben. Neben ihrer Tätigkeit als Schriftstellerin ist sie Redakteurin der europäischen Web-Plattform Versopolis und freie Journalistin und Literaturkritikerin. Schnabl lebt in Kamnik.
Ihre erste Buchveröffentlichung, die Kurzgeschichtensammlung Razvezani (dt. Übersetzung Grün, wie ich dich liebe grün), erschien 2017 beim renommierten Verlag Beletrina. Dort erschien 2020 auch ihr Romandebüt Mojstrovina sowie 2022 ihr zweiter Roman Plima.

## Auszeichnungen
- 2014: AirBeletrina-Preis für die beste Kurzgeschichte[3]
- 2017: Preis für das beste literarische Debüt[4]
- 2019: Edo-Budiša-Preis[5]

## Werke
- Razvezani. Beletrina, Ljubljana 2017. 
  - dt. Übersetzung: Grün, wie ich dich liebe grün. Wien, Bozen: Folio Verlag, 2020. Aus dem Slowenischen von Klaus Detlef Olof, ISBN 978-3-852-56804-1
- Mojstrovina. Beletrina, Ljubljana 2020. 
  - dt. Übersetzung: Meisterwerk. Roman. Wien, Bozen: Folio Verlag, 2022. Aus dem Slowenischen von Klaus Detlef Olof, ISBN 978-3-852-56851-5
- Plima. Beletrina, Ljubljana 2022.